# Launaea pseudoabyssinica
Launaea pseudoabyssinica là một loài thực vật có hoa trong họ Cúc. Loài này được (Chiov.) N.Kilian mô tả khoa học đầu tiên năm 1997.